# Thomas Williams (Politiker, 1602)
Thomas Williams (* 17. März 1602; † 9. September 1630) war ein englischer Politiker, der einmal als Abgeordneter für das House of Commons gewählt wurde.

## Herkunft und Jugend
Thomas Williams entstammte einer Familie der Gentry aus Devon, die ihren Hauptsitz in Stowford  bei Harford am Südrand des Dartmoor hatte. Sein Urgroßvater Thomas Williams war ein erfolgreicher Anwalt gewesen, der 1563 als Speaker des House of Commons gedient hatte. Thomas Williams war der älteste Sohn seines gleichnamigen Vaters Thomas Williams († 1638) und dessen Frau Jane, der Tochter und Erbin von Richard Edgcumbe aus Calstock. Sein Vater war nur ein kleiner Landadliger, der 1624 nur zwei Güter und weniger als 3 km2 Grundbesitz besaß. Der jüngere Thomas studierte 1619 am Inner Temple in London.

## Politische Tätigkeit
Nach dem 12. April 1624 heiratete Williams Anna Specott, eine Tochter von Sir John Speccott aus Thornbury und Penheale. Vermutlich kam die vorteilhafte Verbindung über seine Mutter zustande, die eine Cousine von Speccotts erster Frau Elizabeth Edgcumbe war. Seine Frau brachte als Mitgift £ 1100 mit in die Ehe, und mit seiner Heirat erhielt Williams das kleine Gut Ugborough bei Stowford. Bei der Unterhauswahl im Januar 1626 wurde Williams mit offensichtlicher Unterstützung seines Schwiegervaters als Abgeordneter für das Borough Newport gewählt, in dessen Nähe Penheale, ein Familiensitz der Speccotts lag. Die Wahl wurde jedoch von Thomas Gewen und Sir Henry Hungate angefochten. Obwohl keiner seiner Rivalen klare Ansprüche hatte, verzichtete Williams am 16. März 1626 auf sein Mandat, worauf Gewen und Hungate als Abgeordnete bestätigt wurden.

## Tod und Erbe
Williams starb bereits im September 1630, anscheinend ohne ein Testament zu hinterlassen. Er wurde in Ugborough begraben. Er hinterließ einen Sohn und zwei Töchter. Sein Vater sicherte sich die Vormundschaft für den zweijährigen Sohn, dazu versuchte er zusammen mit Speccott, die Rechte der beiden Töchter an Ugborough zu sichern.